# Pteronymia alcmena
Pteronymia alcmena är en fjärilsart som beskrevs av Frederick DuCane Godman och Osbert Salvin 1877. Pteronymia alcmena ingår i släktet Pteronymia och familjen praktfjärilar. Inga underarter finns listade.